# Gnophomyia apicularis
Gnophomyia apicularis är en tvåvingeart som beskrevs av Alexander 1945. Gnophomyia apicularis ingår i släktet Gnophomyia och familjen småharkrankar.
Artens utbredningsområde är Costa Rica. Inga underarter finns listade i Catalogue of Life.